# Gcina Mhlophe
Nokugcina Elsie Mhlophe (24 de octubre de 1958) conocida como Gcina Mhlophe, es una actriz, narradora, poeta, directora y activista anti-apartheid sudafricana. La narración de cuentos es una actividad profundamente tradicional en África y Mhlophe es una de las pocas mujeres narradoras en un país dominado por hombres. Ella hace su trabajo a través de actuaciones carismáticas, trabajando para preservar la narración de cuentos como un medio para mantener viva la historia y alentar a los niños sudafricanos a leer. Ella cuenta sus historias en cuatro de los idiomas de Sudáfrica: inglés, afrikáans, zulú y xhosa. 

## Biografía
Gcina Mhlope nació en 1958 en KwaZulu-Natal, de madre Xhosa y padre Zulú. Comenzó su vida laboral como empleada doméstica, luego trabajó como lectora de noticias en Press Trust y BBC Radio, luego como escritora de Learn and Teach, una revista para personas que acaban de aprender a leer. 
Ella comenzó a darse cuenta de la necesidad y la demanda de las personas de historias mientras estaba en Chicago en 1988. Actuó en una biblioteca en un vecindario mayormente negro, donde una audiencia cada vez mayor seguía invitándola a presentarse. Aun así, Mhlophe solo comenzó a pensar en la narración de cuentos como una carrera después de conocer a un Imbongi, uno de los poetas legendarios del folclore africano, y después del estímulo recibido de Mannie Manim, la entonces directora del Market Theatre de Johannesburgo. 
Desde entonces, Mhlophe ha aparecido en teatros desde Soweto hasta Londres y gran parte de su trabajo ha sido traducido al alemán, francés, italiano, suajili y japonés. Mhlophe ha viajado extensamente por África y otras partes del mundo dando talleres de narración de cuentos. 
Las historias de Mhlophe combinan folclore, información, actualidad, canciones y modismos. Está transmitiendo su entusiasmo ayudando a desarrollar jóvenes talentos para llevar adelante el trabajo de narración a través de la "Iniciativa Zanendaba" (Bring me a story o Tráeme una historia en español). Esta iniciativa, establecida en 2002, es una colaboración con Market Theatre y READ Educational Trust, una organización nacional de alfabetización. 
Actualmente, Mhlophe es la patrocinadora de ASSITEJ Sudáfrica, la Asociación Internacional de Teatro para niños y jóvenes.

## Obras destacadas
- 1983, Umongikazi: The Nurse, de Maishe Maponya.
- 1984, actuó en Black Dog: Inj'emnyama.
- 1986, Place of Weeping (película)
- 1986, Have You Seen Zandile? (obra autobiográfica, en el Market Theatre, Johannesburgo, Mhlophe como Zandile)
- 1987, Born in the RSA (Nueva York)
- 1989, festival de narración en el Market Theatre.
- 1989, realizó un poema de alabanza en honor a Albert Lutuli, ganador del Premio Nobel de la Paz de 1960.
- 1990, realizó Have You Seen Zandile? en el Festival de Edimburgo.
- Tour Have You Seen Zandile? a través de Europa y Estados Unidos.
- 1989–1990, directora residente en el Market Theatre, Johannesburgo.
- Coordinadora en READ, organización nacional de alfabetización.
- 1991, Ashoka Fellowship (innovador en emprendimiento social)
- 1993, Music for Little People (CD)
- 1993, narradora de Not so fast, Tsongololo (videograbación), Weston Woods, Weston CT, Scholastic.[2]
- 1994, The Gift of the Tortoise (contribuyendo en el álbum Ladysmith Black Mambazo)
- 1997, Poetry Africa, poeta presentador.
- 1999, oradora invitada en el Festival de Escritores de Perth.
- Orquesta Filarmónica (Londres)
- Royal Albert Hall (Londres)
- Filarmónica de Colonia, África en la Ópera
- Doctorada honoraria de la London Open University.
- Doctorada honoraria de la Universidad de Natal.
- 2000, performance en Peter und der Wolf en la Komische Oper (Berlín)
- Escribió música para su serie de televisión SABC Gcina & Friends.
- 2002, la magia de Fudukazi se proyectó en Durban en el African Union Film Festival.
- 2002, Fudukazi's Magic (actuación, narración de la historia de la vieja y nueva Sudáfrica)
- 2003, dio una conferencia sobre narración en el seminario Eye of the Beholder.
- 2003, Mata Mata (actuación, musical familiar)
- 2006, ceremonia de entrega sudafricana de la Copa Mundial de la FIFA, Alemania.
- 2014, doctorada honoraria de la Universidad de Rhodas.

## Colaboraciones
- Pops Mohamed, músico y conservador de música tribal.
- Ladysmith Black Mambazo, grupo de coro, The Gift of the Tortoise (CD), 1994 y Music for Little People in America (CD), 1993.
- Bheki Khoza, guitarrista, Animated Tales of the World (serie de televisión para Right Angle en el Reino Unido y para el SABC)
- Anant Singh, productor de video, Fudukazi Magic (CD y video para el público alemán)
- Biblionef Sudáfrica, una agencia de donación de libros para niños, suministra paquetes de libros para los talleres de Mhlophe, 2003.

## Apariciones documentales
- Participación y narración en Travelling Songs.
- 1990, realizó poesía en Songolo: voices of change (cómo los aspectos de la cultura en Sudáfrica se han convertido en parte de la lucha contra el apartheid)
- 1993, The Travelling Song (el proceso contemporáneo de recopilación de historias)
- Apareció en Literacy Alive.
- Aparecido en Art Works.

## Premios
- Nominada al Premio Noma por Queen of the Tortoises, 1991.
- Premio Book Chat para Molo Zoleka.
- Premio teatral OBIE (Nueva York) para Born in the RSA.[3]
- Primer Premio Fringe (Edimburgo) por Have you seen Zandile?
- Premio Joseph Jefferson a la mejor actriz (Chicago) por Have you seen Zandile?
- Premio Sony para Radio Drama de BBC Radio África por Have you seen Zandile?
- En 2016 fue elegida como una de las 100 mujeres de la BBC.[4]